# Campeonato Mundial de Halterofilismo de 2010 - Até 94 kg masculino
A categoria até 94 kg masculino foi um evento do Campeonato Mundial de Halterofilismo de 2010, disputado no Centro de Exposição de Antália, em Antália, na Turquia, entre 24 e 25 de setembro de 2010. 

## Calendário
Horário local (UTC+3)
| Dia            | Horário | Fase    |
| -------------- | ------- | ------- |
| 24 de setembro | 09:30   | Grupo D |
| 24 de setembro | 12:00   | Grupo C |
| 25 de setembro | 12:00   | Grupo B |
| 25 de setembro | 18:00   | Grupo A |

## Medalhistas
| Evento    | Ouro                   | Ouro   | Prata                  | Prata  | Bronze                  | Bronze |
| --------- | ---------------------- | ------ | ---------------------- | ------ | ----------------------- | ------ |
| Arranque  | Aleksandr Ivanov (RUS) | 185 kg | Artem Ivanov (UKR)     | 185 kg | Aurimas Didžbalis (LTU) | 178 kg |
| Arremesso | Valeriu Calancea (ROU) | 220 kg | Aleksandr Ivanov (RUS) | 218 kg | Andrey Demanov (RUS)    | 218 kg |
| Total     | Aleksandr Ivanov (RUS) | 403 kg | Artem Ivanov (UKR)     | 402 kg | Valeriu Calancea (ROU)  | 397 kg |

## Recordes
Antes desta competição, o recorde mundial da prova era o seguinte:
| Recorde         | Tipo      | Atleta                    | Peso   | Local  | Data                   |
| Recorde Mundial | Arranque  | Akakios Kakiasvilis (GRC) | 188 kg | Atenas | 27 de novembro de 1999 |
| Recorde Mundial | Arremesso | Szymon Kołecki (POL)      | 232 kg | Sófia  | 29 de abril de 2000    |
| Recorde Mundial | Total     | Akakios Kakiasvilis (GRC) | 412 kg | Atenas | 27 de novembro de 1999 |

## Resultado
Os resultados foram os seguintes. 
| Pos.              | Atleta                          | Grupo | Peso  | Arranque (kg) | Arranque (kg) | Arranque (kg) | Arranque (kg)     | Arremesso (kg) | Arremesso (kg) | Arremesso (kg) | Arremesso (kg)    | Total |
| Pos.              | Atleta                          | Grupo | Peso  | 1             | 2             | 3             | Resultado         | 1              | 2              | 3              | Resultado         | Total |
| ----------------- | ------------------------------- | ----- | ----- | ------------- | ------------- | ------------- | ----------------- | -------------- | -------------- | -------------- | ----------------- | ----- |
| Medalha de ouro   | Aleksandr Ivanov (RUS)          | A     | 91.92 | 175           | 180           | 185           | Medalha de ouro   | 213            | 218            | 225            | Medalha de prata  | 403   |
| Medalha de prata  | Artem Ivanov (UKR)              | A     | 93.87 | 180           | 185           | 189           | Medalha de prata  | 205            | 212            | 217            | 4                 | 402   |
| Medalha de bronze | Valeriu Calancea (ROU)          | A     | 93.23 | 168           | 174           | 177           | 4                 | 215            | 220            | 226            | Medalha de ouro   | 397   |
| 4                 | Andrey Demanov (RUS)            | A     | 93.80 | 171           | 171           | 175           | 9                 | 212            | 218            | 223            | Medalha de bronze | 393   |
| 5                 | Arsen Kasabijew (POL)           | A     | 93.21 | 170           | 175           | 178           | 8                 | 215            | 215            | 222            | 5                 | 390   |
| 6                 | Intigam Zairov (AZE)            | B     | 92.72 | 170           | 170           | 175           | 6                 | 206            | 211            | 216            | 6                 | 386   |
| 7                 | Aurimas Didžbalis (LTU)         | B     | 93.36 | 166           | 171           | 178           | Medalha de bronze | 208            | 213            | 213            | 11                | 386   |
| 8                 | Anatolie Cîrîcu (MDA)           | B     | 93.04 | 168           | 170           | 171           | 11                | 210            | 215            | 216            | 8                 | 381   |
| 9                 | Vadzim Straltsou (BLR)          | B     | 92.77 | 165           | 170           | 175           | 7                 | 205            | 210            | 210            | 13                | 380   |
| 10                | Gevorik Poghosyan (ARM)         | A     | 92.89 | 170           | 175           | 175           | 12                | 210            | 220            | 220            | 7                 | 380   |
| 11                | Javier Vanega (CUB)             | B     | 92.51 | 170           | 175           | 175           | 5                 | 202            | 208            | 208            | 16                | 377   |
| 12                | Tomasz Zieliński (POL)          | B     | 92.71 | 162           | 166           | 170           | 16                | 201            | 206            | 208            | 10                | 374   |
| 13                | Asghar Ebrahimi (IRI)           | A     | 93.23 | 173           | 180           | 181           | 10                | 201            | 210            | 210            | 17                | 374   |
| 14                | Jung Hyeon-seop (KOR)           | B     | 93.44 | 162           | 162           | 166           | 19                | 210            | 217            | 217            | 9                 | 372   |
| 15                | Marius Danciu (ROU)             | B     | 93.62 | 170           | 170           | 175           | 13                | 190            | 200            | 201            | 18                | 371   |
| 16                | David Kavelasvili (GRE)         | B     | 93.91 | 160           | 165           | 165           | 17                | 195            | 201            | 205            | 15                | 370   |
| 17                | Kostyantyn Piliyev (UKR)        | B     | 93.48 | 157           | 162           | 162           | 20                | 199            | 206            | 210            | 12                | 368   |
| 18                | José Juan Navarro (ESP)         | C     | 93.69 | 155           | 160           | 165           | 24                | 195            | 200            | 205            | 14                | 365   |
| 19                | Almas Uteshov (KAZ)             | B     | 92.12 | 160           | 166           | 166           | 23                | 200            | 205            | 205            | 20                | 360   |
| 20                | Vazha Ghonghadze (GEO)          | C     | 93.58 | 160           | 165           | 168           | 15                | 180            | 186            | 190            | 29                | 358   |
| 21                | Jürgen Spieß (GER)              | B     | 93.39 | 161           | 162           | 162           | 18                | 195            | 195            | 200            | 23                | 357   |
| 22                | Suthiphon Watthanakasikam (THA) | C     | 93.07 | 162           | 165           | 168           | 14                | 188            | 193            | 193            | 31                | 356   |
| 23                | Donatas Anuškevičius (LTU)      | C     | 90.33 | 155           | 161           | 162           | 28                | 190            | 196            | 200            | 19                | 355   |
| 24                | Christos Saltsidis (GRE)        | C     | 93.87 | 150           | 155           | 156           | 26                | 185            | 192            | 197            | 22                | 353   |
| 25                | Aliaksandr Makaranka (BLR)      | C     | 90.26 | 153           | 158           | 161           | 21                | 190            | 195            | 195            | 27                | 351   |
| 26                | Wilmer Torres (COL)             | C     | 91.96 | 155           | 155           | 160           | 22                | 185            | 191            | 198            | 26                | 351   |
| 27                | Giyosiddin Ahmedov (UZB)        | C     | 93.64 | 150           | 150           | 153           | 32                | 198            | 201            | —              | 21                | 351   |
| 28                | Yuki Hiraoka (JPN)              | D     | 93.96 | 150           | 154           | 156           | 27                | 185            | 190            | 195            | 24                | 351   |
| 29                | Hsieh Wei-chun (TPE)            | C     | 93.40 | 153           | 158           | 162           | 25                | 192            | 192            | 192            | 25                | 350   |
| 30                | Ervis Tabaku (ALB)              | C     | 90.88 | 155           | 155           | 155           | 29                | 190            | 190            | 196            | 28                | 345   |
| 31                | Mohamed Amine Doghmene (TUN)    | D     | 93.20 | 150           | 155           | 157           | 30                | 177            | 182            | 190            | 33                | 337   |
| 32                | Miika Antti-Roiko (FIN)         | D     | 93.86 | 144           | 145           | —             | 34                | 186            | 190            | 195            | 30                | 335   |
| 33                | Temur Chkheidze (GEO)           | D     | 93.47 | 150           | 155           | 155           | 33                | 180            | —              | —              | 34                | 330   |
| 34                | Resul Elvan (TUR)               | D     | 93.94 | 145           | 151           | 151           | 35                | 180            | 190            | 191            | 35                | 325   |
| 35                | Szabolcs Szanati (HUN)          | D     | 93.98 | 140           | 143           | 143           | 36                | 175            | 180            | 184            | 36                | 323   |
| 36                | Jean Greeff (RSA)               | D     | 93.77 | 130           | 135           | 135           | 37                | 167            | 172            | 175            | 37                | 307   |
| 37                | Saeed Shabib Al-Dosari (QAT)    | D     | 91.92 | 85            | 85            | 90            | 39                | 105            | 110            | 115            | 38                | 205   |
| —                 | Endri Karina (ALB)              | C     | 93.98 | 155           | 160           | 160           | 31                | 190            | 191            | 191            | —                 | —     |
| —                 | Lukáš Cibulka (CZE)             | D     | 93.94 | 135           | 135           | 139           | 38                | 175            | 175            | 175            | —                 | —     |
| —                 | Genta Kawabata (JPN)            | D     | 93.60 | 150           | 150           | 150           | —                 | 181            | 186            | 186            | 32                | —     |
| —                 | Kim Min-jae (KOR)               | A     | 93.96 | 180           | 180           | 181           | —                 | —              | —              | —              | —                 | —     |
| —                 | Mohanad Abdul-Hasan (IRQ)       | D     | 88.98 | 140           | 147           | 150           | —                 | 177            | 177            | 183            | —                 | —     |
| —                 | Roberto Rosado (PUR)            | D     | 93.07 | 135           | 138           | 141           | —                 | 175            | 180            | 187            | —                 | —     |
| —                 | Shawgi Al-Qaisoum (KSA)         | D     | 91.59 | 135           | 141           | 141           | —                 | 162            | 167            | 172            | —                 | —     |
| DSQ               | Vladimir Sedov (KAZ)            | A     | 93.31 | 180           | 185           | 187           | —                 | 210            | 217            | 217            | —                 | —     |